# Mohamed Saidi (football, 1994)
Pour les articles homonymes, voir Mohamed Saidi.
Mohamed Saidi, né le 14 octobre 1994, est un footballeur international marocain évoluant au poste de défenseur central au FUS de Rabat.

## Biographie
Mohamed Saidi est formé a l'Académie Mohammed VI de football. Il commence sa carrière au Moghreb de Tétouan. En 2013, il rejoint le club du Wydad de Casablanca.
Il participe au championnat d'Afrique des nations 2014 avec l'équipe du Maroc.

## Palmarès

### En sélection nationale
Équipe du Maroc junior :
- Jeux méditerranéens
  -  Médaille d'or en 2013
- Jeux de la Francophonie
  -  Finaliste en 2013
- Jeux de la Solidarité Islamique
  -  Médaille d'or en 2013
- Tournoi de Toulon 
  - Finaliste : 2015